# Melampyrum pratense
La spigarola bianca (nome scientifico Melampyrum pratense L., 1753) è una piccola pianta erbacea appartenente alla famiglia delle Orobanchaceae.

## Etimologia
Il nome generico (melampyrum) deriva da due parole greche:  "mélas" (= nero) e "pyrós" (= grano), un nome usato da Teofrasto (371 a.C. – Atene, 287 a.C.), un filosofo e botanico greco antico, discepolo di Aristotele, autore di due ampi trattati botanici, per una pianta infestante delle colture di grano. L'epiteto specifico (pratense) indica che l'habitat tipico per questa pianta sono i prati.
Il binomio scientifico della pianta di questa voce è stato proposto da Carl von Linné (1707 – 1778) biologo e scrittore svedese, considerato il padre della moderna classificazione scientifica degli organismi viventi, nella pubblicazione "Species Plantarum - 2: 605" del 1753.

## Descrizione

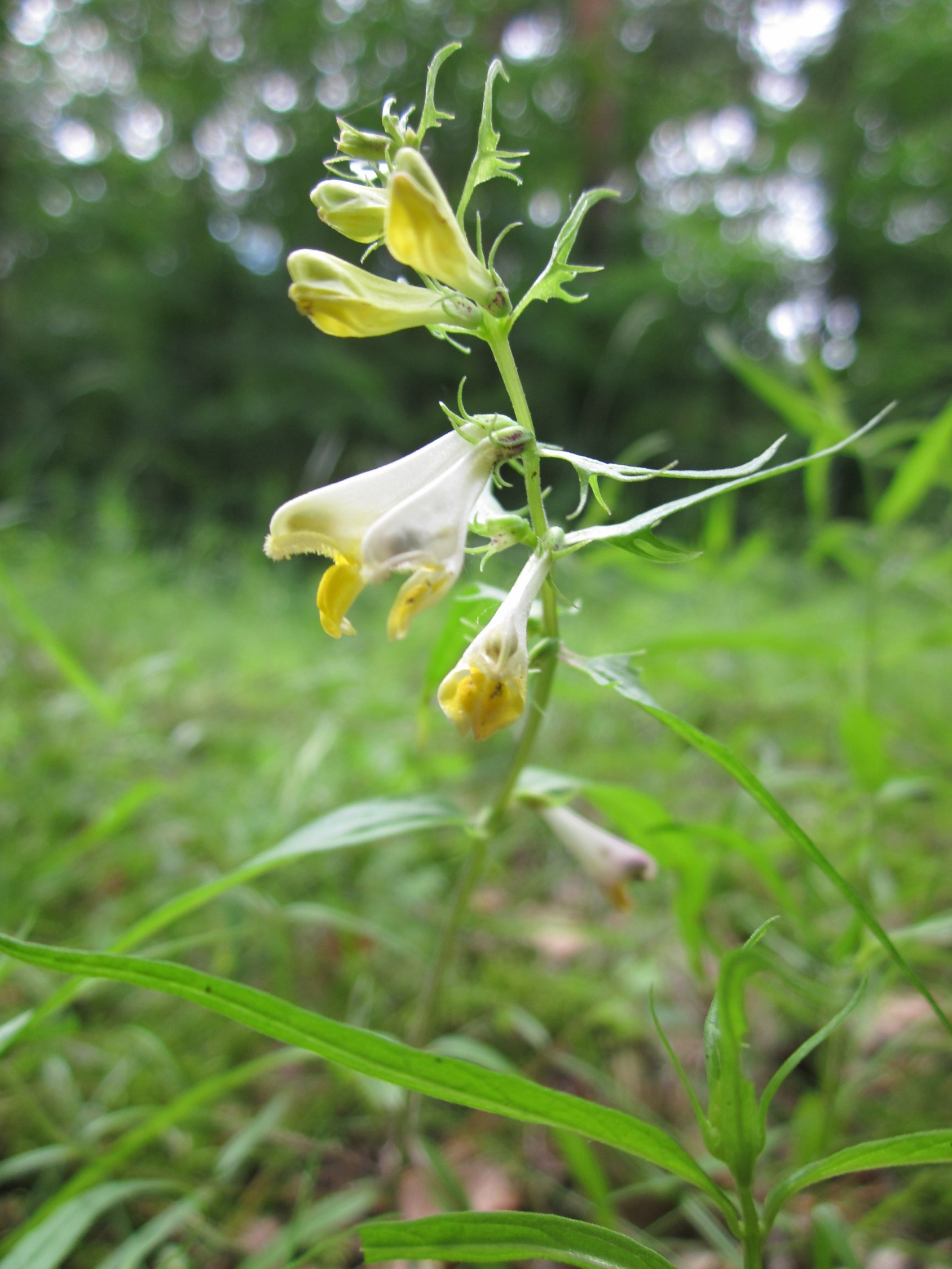
Il portamento

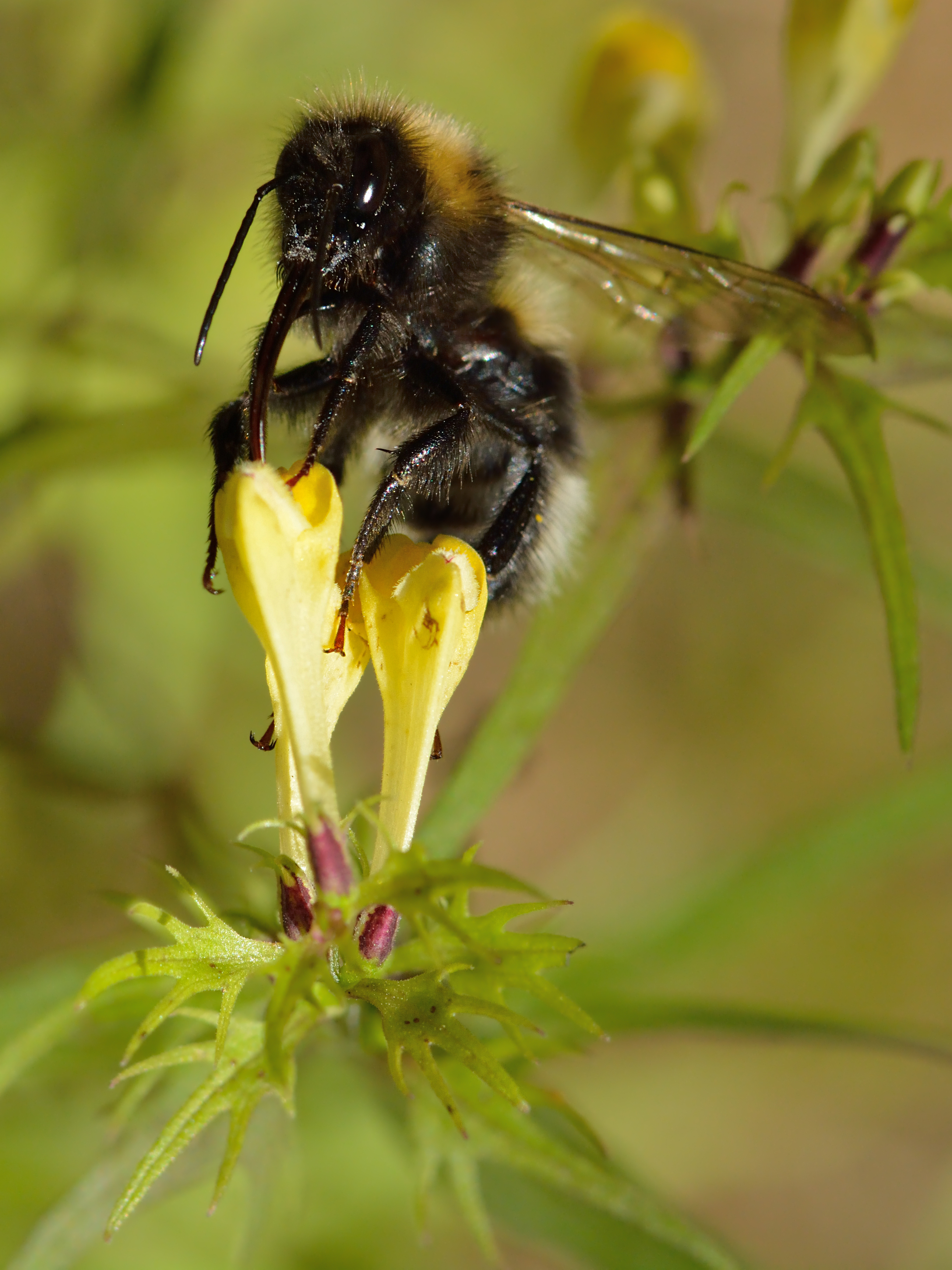

Queste piante possono arrivare fino ad una altezza di 5 – 40 cm (massimo 60 cm). La forma biologica è terofita scaposa (T scap), ossia in generale sono piante erbacee che differiscono dalle altre forme biologiche poiché, essendo annuali, superano la stagione avversa sotto forma di seme e sono munite di asse fiorale eretto e spesso privo di foglie. Sono piante “emiparassite” : possono vivere sulle radici di altre piante per prelevare acqua e sali minerali, mentre sono capaci di svolgere la funzione clorofilliana (al contrario delle piante “parassite assolute”). Queste piante anneriscono durante la disseccazione.

### Radici
Le radici sono di tipo fittone.

### Fusto
La parte aerea del fusto è ascendente con superficie pubescente per brevi peli di tipo riflesso.

### Foglie

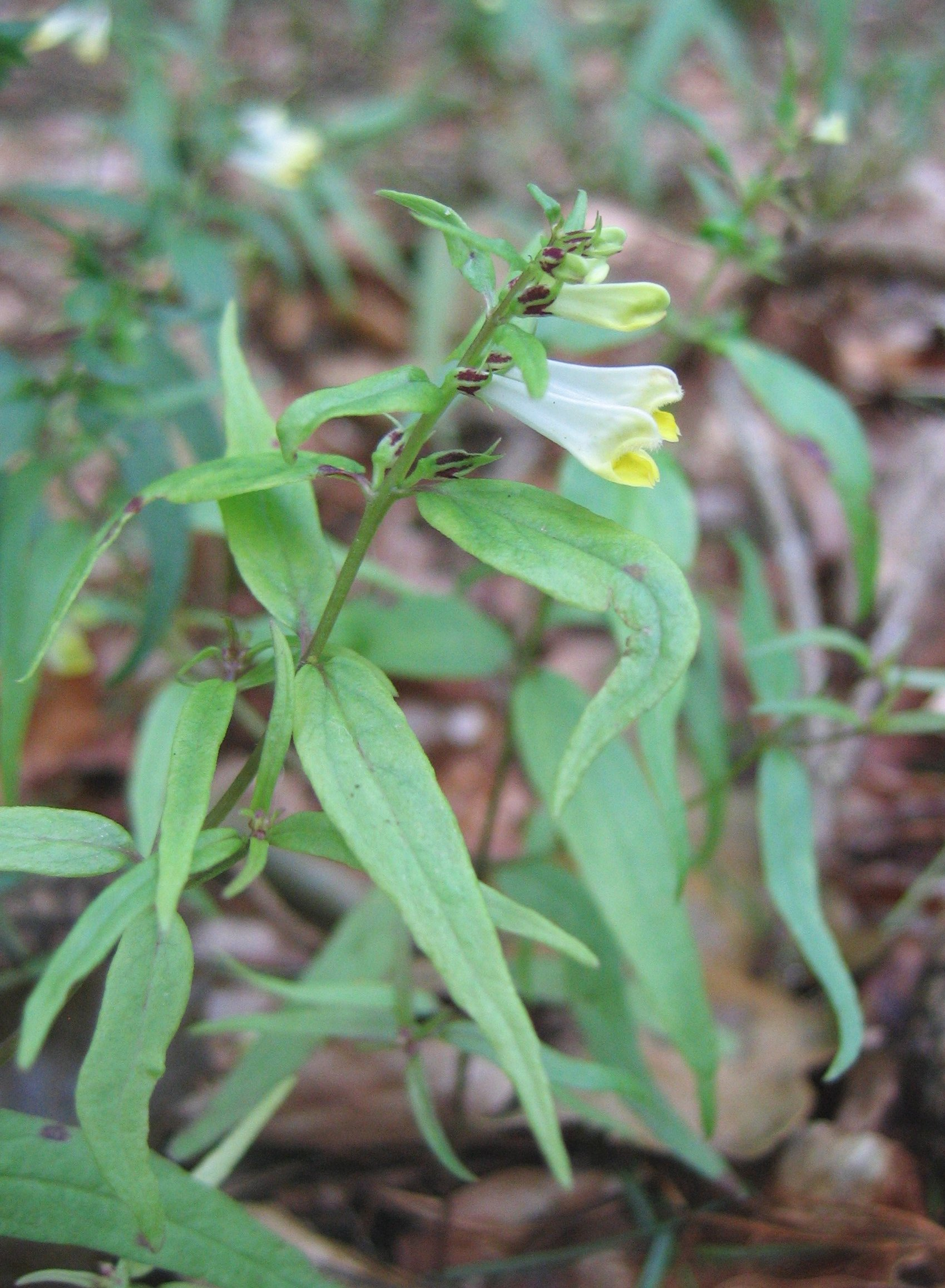
Le foglie

Le foglie, picciolate, sono opposte e colorate di verde scuro (anneriscono alla fine della fioritura, durante la fase secca della pianta). La forma è lineare-lanceolata; le maggiori sono lanceolate. I margini sono interi, appena ondulati sui bordi. Il portamento è lievemente falcato. Dimensione delle foglie medie: larghezza 4 – 12 mm; lunghezza 25 – 45 mm. Dimensione delle foglie maggiori: larghezza maggiori di 20 mm; lunghezza 60 mm.

### Infiorescenza
L'infiorescenza è una spiga unilaterale con pochi fiori in genere disposti a copie. Sono presenti delle brattee lesiniformi dentellate alla base oppure intere. Le brattee alla fioritura sono verdi (o solo leggermente soffuse di violetto) e punteggiate di nero sulla faccia abassiale. Dimensione delle brattee: larghezza 4 mm; lunghezza 18 mm.

### Fiore

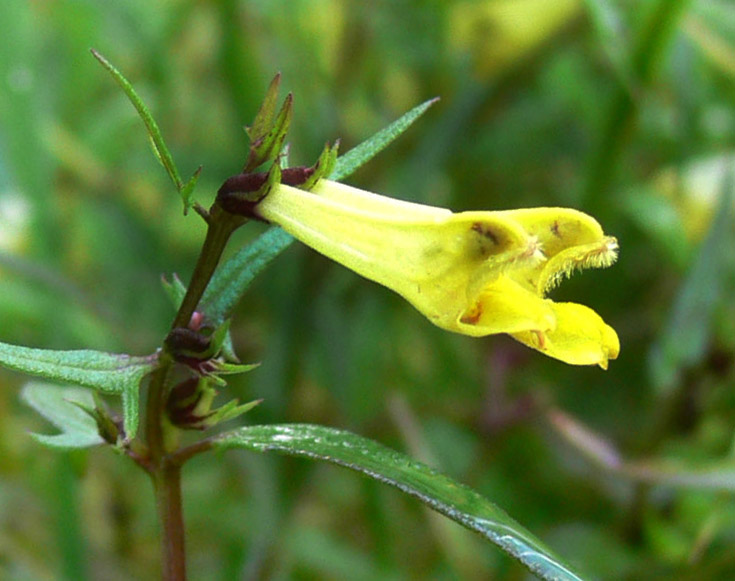
Il fiore

I fiori sono ermafroditi, zigomorfi e tetraciclici (con i quattro verticilli fondamentali delle Angiosperme: calice – corolla – androceo – gineceo) e più o meno pentameri (ogni verticillo ha 4 o 5 elementi). I fiori sono patenti (disposti orizzontalmente). Lunghezza del fiore: 11 – 20 mm.
- Formula fiorale: per questa pianta viene indicata la seguente formula fiorale:

X, K (4), [C (2+3), A 2+2], G (2), (supero), capsula
- Calice: il calice (gamosepalo) è un tubo di 4 – 8 mm terminante con 4 denti più o meno uguali, filiformi e ripiegati a falce. I nervi sono ricoperti di peli minori di 0,1 mm di lunghezza; il resto della superficie è glabra. La lunghezza dei denti è simile a quella del tubo della corolla.
- Corolla: la corolla bilabiata (gamopetala) è un tubo lungo 11 – 18 mm; il colore è da biancastro a più o meno giallo (specialmente all'apice); le fauci sono chiuse; il tubo è diritto.
- Androceo: gli stami dell'androceo sono quattro didinami; sono inseriti nel tubo corollino, in particolare ascendono sotto il labbro superiore della corolla. Le antere sono conniventi ed hanno una loggia portante un cornetto allungato. Le sacche polliniche hanno l'estremità inferiore a forma di freccia[11],
- Gineceo: i carpelli del gineceo sono due e formano un ovario supero biloculare (derivato dai due carpelli iniziali). Lo stilo è unico lievemente più lungo degli stami ed è inserito all'apice dell'ovario; lo stimma è bifido.
- Fioritura: da giugno a settembre (ottobre).

### Frutti
Il frutto è del tipo a capsula deiscente a quattro semi; la forma è obovato-compressa bivalve.

## Riproduzione
- Impollinazione: l'impollinazione avviene tramite insetti (impollinazione entomogama).
- Riproduzione: la fecondazione avviene fondamentalmente tramite l'impollinazione dei fiori (vedi sopra).
- Dispersione: i semi cadendo a terra sono successivamente dispersi soprattutto da insetti tipo formiche (disseminazione mirmecoria). Le formiche sono attratte da un piccolo corpo di olio inglobato nel seme stesso. Inoltre nella parte inferiore delle brattee sono presenti delle ghiandole nettarifere che attirano i bombi e altri insetti pronubi.

## Biologia
Queste piante sono emiparassite, ossia in parte producono clorofilla e sono capaci di assorbire in modo autonomo i minerali dal terreno, ma hanno anche la capacità di utilizzare le sostanze prodotte dalle piante a loro vicine (funzione parassitaria). I meccanismo con il quale assorbono le sostanze di altre piante è basato su piccoli austori posti al livello radicale. La pianta ospite può accettare di buon grado questo insediamento (come la specie Festuca ovina) oppure può opporsi con secrezioni di sostanze tossiche. Se l'infestazione nelle colture di cereali supera un certo livello, la farina prodotta è più scura, con un particolare odore e dal sapore più acre e disgustoso dovuto al glucoside velenoso "rinantina".

## Distribuzione e habitat

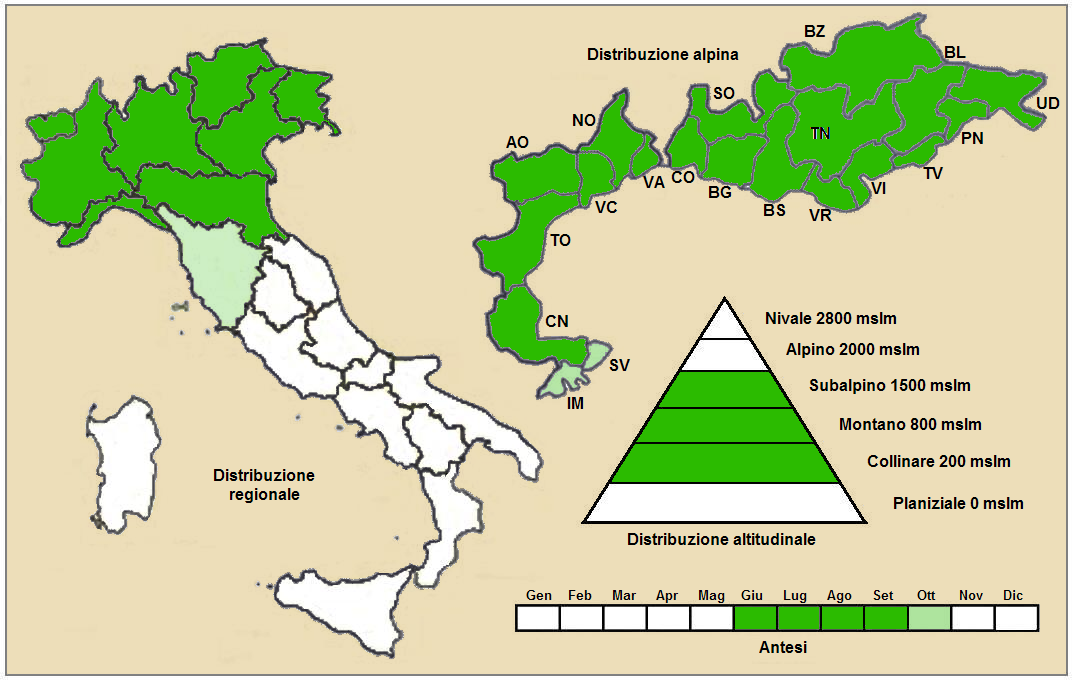
Distribuzione della pianta
(Distribuzione regionale – Distribuzione alpina)

- Geoelemento: il tipo corologico (area di origine) è Eurosiberiano.
- Distribuzione: in Italia questa pianta si trova solamente al nord. Nelle Alpi è ovunque presente. Sugli altri rilievi europei collegati alle Alpi si trova nella Foresta Nera, Vosgi, Massiccio del Giura, Massiccio Centrale, Pirenei, Alpi Dinariche, Monti Balcani e Carpazi.[14] Nel resto dell'Europa è presente ovunque a eccetto la parte meridionale della Penisola Balcanica e l'Europa orientale-meridionale.[15]
- Habitat: l'habitat tipico sono i boschi su suolo umificato acido (querceti, faggete, castagneti e piceeti), ma anche i prati subalpini e montani in genere, le schiarite forestali, i margini erbacei meso-termofili dei boschi, le lande (a popolamento di lavanda). Il substrato preferito è sia calcareo che siliceo con pH acido, bassi valori nutrizionali del terreno che deve essere mediamente umido.[14]
- Distribuzione altitudinale: sui rilievi queste piante si possono trovare da 100 fino a 1800 m s.l.m.; frequentano quindi i seguenti piani vegetazionali: collinare, montano e subalpino.

### Fitosociologia
Dal punto di vista fitosociologico la specie di questa scheda appartiene alla seguente comunità vegetale:
Formazione : comunità forestali
Classe : Quercetea robori-sessiliflorae

## Tassonomia
La famiglia di appartenenza della specie (Orobanchaceae) comprende soprattutto piante erbacee perenni e annuali semiparassite (ossia contengono ancora clorofilla a parte qualche genere completamente parassita) con uno o più austori connessi alle radici ospiti. È una famiglia abbastanza numerosa con circa 60 - 90 generi e oltre 1700 - 2000 specie (il numero dei generi e delle specie dipende dai vari metodi di classificazione) distribuiti in tutti i continenti. Il genere Melampyrum è distribuito in Europa, India, Giappone e Nord America; le sue specie preferiscono climi per lo più temperati delle regioni extratropicali. Comprende circa 30 - 40 specie di cui una dozzina sono presenti nella flora spontanea italiana.

### Filogenesi
La classificazione tassonomica del Melampyrum nemorosum è in via di definizione in quanto fino a poco tempo fa il suo genere apparteneva alla famiglia delle Scrophulariaceae (secondo la classificazione ormai classica di Cronquist), mentre ora con i nuovi sistemi di classificazione filogenetica (classificazione APG) è stata assegnata alla famiglia delle Orobanchaceae e tribù Rhinantheae..
Il numero cromosomico per questa specie è: 2n = 18.

### Variabilità

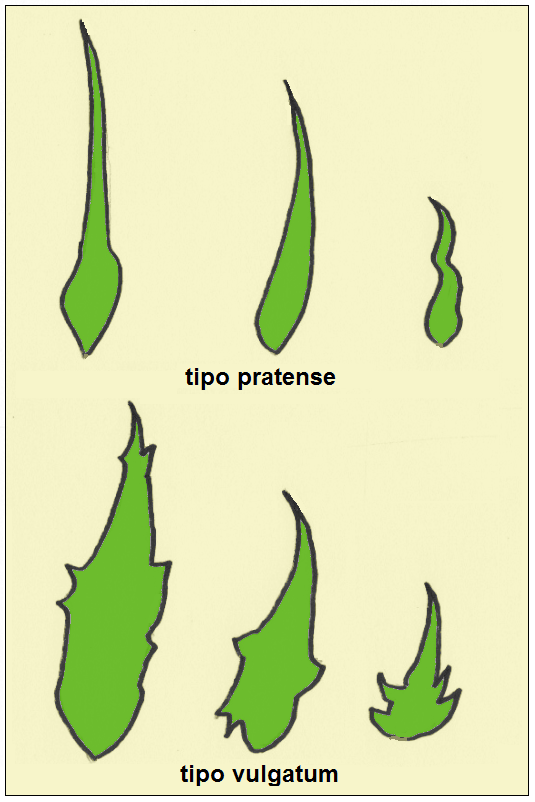
Morfologia delle brattee

Melampyrum pratense è, da un punto di vista morfologico, estremamente variabile. La variabilità si manifesta su tre livelli: (1) un primo livello è dato dalla variazione geografica causata soprattutto dalle diversità climatiche; (2) un secondo livello è dovuto alla variazione ecologica data dai diversi habitat; (3) infine una certa variabilità è data dall'isolamento di particolari genotipi.
Le specie del genere Melampyrum sono soggette al fenomeno del "polimorfismo stagionale". In particolare a quote basse dapprima si ha la fioritura "estivale" e quindi quella "autunnale". A quote più alte (alta montagna) a causa del più breve periodo di fioritura si ha una sola forma intermedia chiamata "monomorfa".
La specie Melampyrum pratense è variabile nelle brattee. Sul territorio italiano Sandro Pignatti distingue due tipi morfologici distinti:
|                                        | tipo pratense                                                                     | tipo vulgatum                                                                           |
| -------------------------------------- | --------------------------------------------------------------------------------- | --------------------------------------------------------------------------------------- |
| Morfologia delle brattee               | Le brattee inferiori sono intere, quelle superiori sono intere o appena dentate.  | Tutte le brattee sono dentate.                                                          |
| Colore della corolla dopo la fioritura | Purpureo o arrossato                                                              | Annerente                                                                               |
| Peli alla base delle antere            | Sono decisamente più lunghi delle appendici delle antere                          | Sono subuguali alle appendici delle antere                                              |
| Fioritura estivale                     | Nome scientifico: var. rhaeticum Beauverd. Habitat: pascoli subalpini             | Nome scientifico: fo. oligocladum Beauverd Habitat: boschi di abete rosso               |
| Fioritura autunnale                    | Nome scientifico: fo. quercetorum                                                 | Nome scientifico: fo. vulgatum (Pers.) Ronn.. Habitat: querceti e pinete su suolo acido |
| Fioritura monomorfa                    | Nome scientifico: fo. alpestre Brugger. Habitat: brughiere subalpine a rododendri | Nome scientifico: fo. angustifrons Borbas Habitat:faggete acidofile                     |

Il disegno (tratto da Sandro Pignatti) dimostra la forma delle brattee nei due tipi descritti sopra in posizione basale, media e apicale rispetto l'infiorescenza.
Alcune checklist descrivono, come presente nella flora spontanea italiana, anche la sottospecie subsp. commutatum  (Tausch ex A. Kern.) C. E. Britton (stesso areale più o meno della specie tipo).

### Sinonimi
Questa entità ha avuto nel tempo diverse nomenclature. L'elenco seguente indica alcuni tra i sinonimi più frequenti:
- Melampyrum alpestre Bruegger
- Melampyrum commutatum  A. Kern.
- Melampyrum laciniatum  Kosh. & V. J. Zinger
- Melampyrum vulgatum  Pers.
- Melampyrum paludosum
- Melampyrum pratense subsp. alpestre  (Brügger) Ronniger
- Melampyrum pratense subsp. angustifrons  (Borbás) Soó
- Melampyrum pratense subsp. divaricatum  (A. Kern.) Jasiewicz
- Melampyrum pratense subsp. engler  Soó
- Melampyrum pratense subsp. hians  (Druce) Beauverd
- Melampyrum pratense subsp. laciniatum  (Kosh. & V. J. Zinger) Tzvelev
- Melampyrum pratense subsp. oligocladum  (Beauverd) Soó
- Melampyrum pratense subsp. paludosum  (Gaudin) Soó
- Melampyrum pratense subsp. paradoxum  (Dahl) Ronniger
- Melampyrum pratense subsp. purpureum  (Hartm.) Soó
- Melampyrum pratense subsp. tatrense  Soó
- Melampyrum pratense var. hians  Druce
- Melampyrum pratense var. oligocladum  Beauverd

### Specie simili
Le specie Melampyrum della flora spontanea italiana si dividono in cinque "gruppi di specie" principali non sempre di facile distinzione:
- Gruppo A: M. cristatum
- Gruppo B: M. arvense, M. barbatum, M. fimbriatum e M. variegatum
- Gruppo C: M. nemorosum, M. catalaunicum, M. italicum e M. velebiticum
- Gruppo D: M. sylvaticum
- Gruppo E: M. pratense

Il disegno (sotto) mostra i caratteri del calice e delle brattee di questi cinque gruppi.

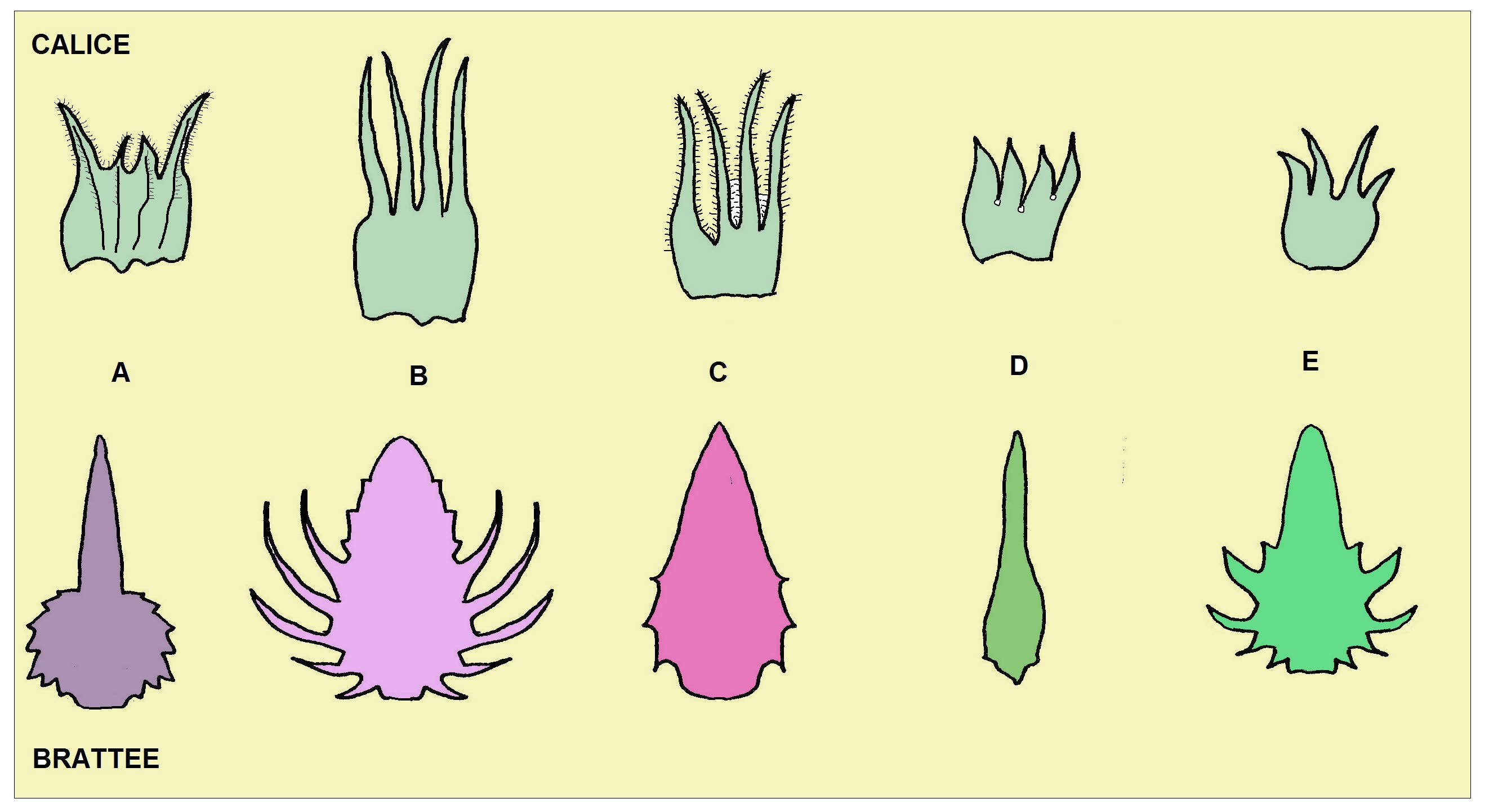
Calice e brattee dei cinque gruppi di Melampyrum
(A:M. cristatum - B:M. arvense - C:M. nemorosum - D:M. sylvaticum - E:M. pratense)

## Altre notizie
Il  melampiro dei prati in altre lingue è chiamato nei seguenti modi:
- (DE)  Wiesen-Wachtelweizen
- (FR)  Mélampyre des prés
- (EN)  Common Cow-wheat